# Distrikt Apac
Apac ist ein Distrikt (district) in Norduganda mit 226.600 Einwohnern. Wie fast alle Distrikte von Uganda ist er nach seinem Hauptort benannt.

## Bevölkerung
Der Apac-Distrikt gehört zum Siedlungsgebiet des Volkes der Langi.

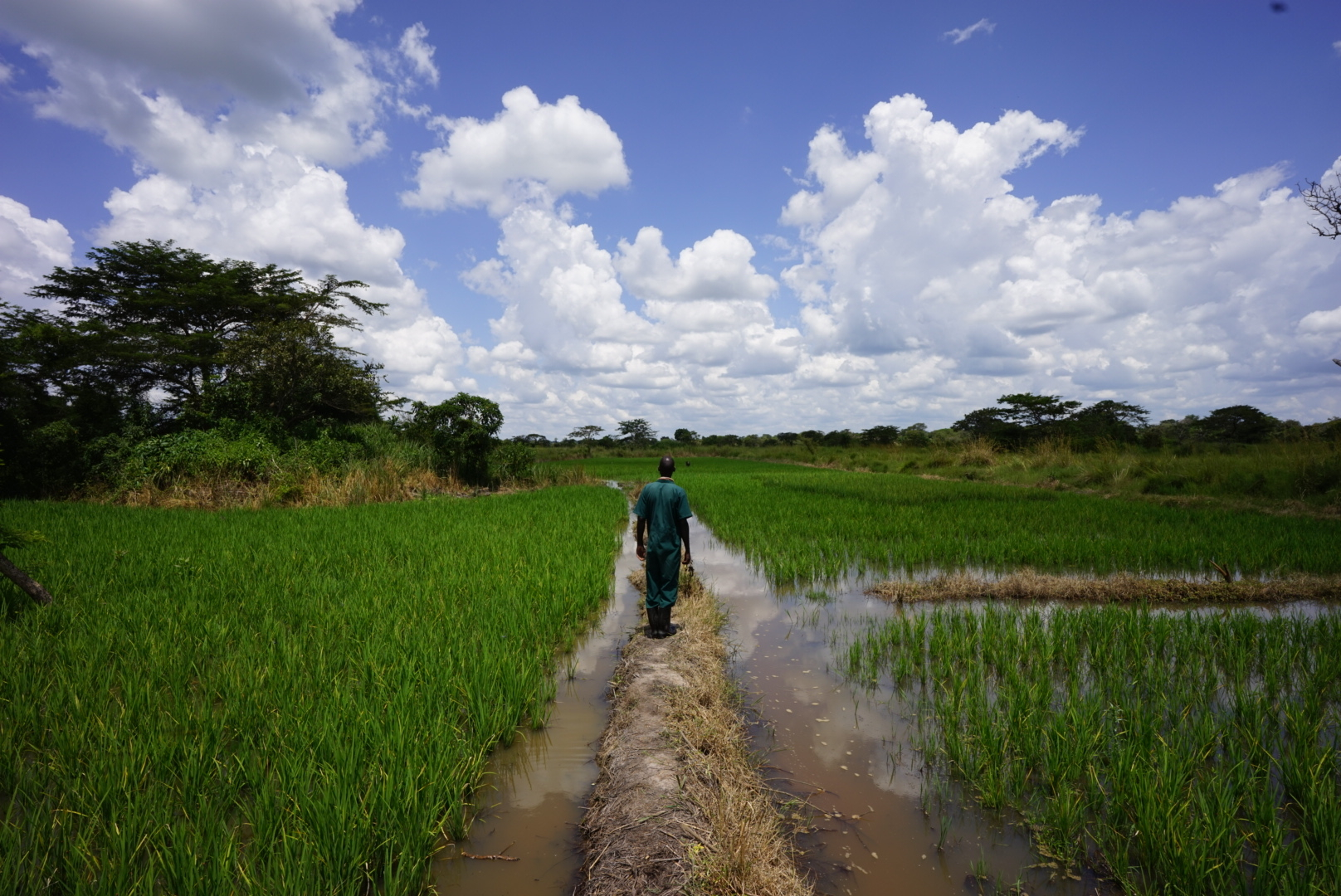
Reisanbau in Apac

## Geschichte
Apac war 1962 noch Teil des Lango District (heute: Lango Sub-region), der 1974 in West Lango und East Lango unterteilt wurde. Aus diesen wurden später zunächst Apac und Lira, die dann in noch kleinere Distrikte untergliedert wurden, von denen einer der heutige Distrikt Apac ist. Später wurde auch der Distrikt Apac durch Abspaltungen verkleinert.

## Ereignisse
Die Ortschaft Aboke im Apac-Distrikt war im Oktober 1996 Schauplatz der sogenannten „Aboke-Entführungen“, in deren Rahmen Rebellen der LRA 139 Schülerinnen kidnappten (und später auf Betreiben der italienischen Schulleiterin 109 davon wieder freiließen). Dieses Ereignis lenkte internationale Aufmerksamkeit auf den Krieg im Norden Ugandas und auf die verbreitete Praxis der LRA, Kinder zu entführen, um sie als Kindersoldaten oder Sex-Sklavinnen zu benutzen.